# Peripatus bavaysi
Peripatus bavaysi är en klomaskart som beskrevs av Eugène Louis Bouvier 1899. Peripatus bavaysi ingår i släktet Peripatus och familjen Peripatidae. Inga underarter finns listade i Catalogue of Life.